# Slovan Bratysława (szachy)
Slovan Bratysława (Šachový klub Slovan Bratislava) – klub szachowy z Bratysławy funkcjonujący od 1891 roku, mistrz Czechosłowacji, sześciokrotny mistrz Słowacji.

## Historia
Początki klubu sięgają założonego przez Viktora Exnera w 1891 roku Bratislavskego šachovego klubu, którego czołowym zawodnikiem był Mikuláš Brody. W 1919 roku klub zorganizował w kawiarni Centrál prestiżowy turniej, który wygrał Max Walter. W 1924 roku nastąpiło połączenie Bratislavskego šachovego klubu z założonym trzy lata wcześniej Šachovým klubem Breyer (powstałym z inicjatywy Júliusa Breyera). W efekcie powstał Šachový klub Bratislava (ŠK Bratislava), liczący 400 członków; pierwszym jego prezesem był Vavro Šrobár. Klub ten w latach 20. organizował liczne turnieje klubowe i międzymiastowe, a także mistrzostwa Bratysławy pod nazwą „Breyerov memoriál”, w których triumfowali m.in. Max Walter i Desider May. Walter, będący członkiem klubu, wygrał pierwsze mistrzostwa Słowacji w 1924 roku. Organizowano także symultany z udziałem Friedricha Sämischa, Rudolfa Spielmanna, Aleksandra Alechina, Emanuela Laskera i Akiby Rubinsteina. Pod koniec lat 20. działalność klubu uległa stagnacji, co zaowocowało zmniejszeniem liczby członków w latach 30. do około stu. Mimo to w 1937 roku szachiści klubu zdobyli drużynowe mistrzostwo Słowacji.
Po zakończeniu II wojny światowej, w 1948 roku nastąpiła reorganizacja ŠK Bratislava i przekształcenie go w Sokol NV. W 1955 roku za sprawą Vojtecha Pauera nastąpiło zjednoczenie bratysławskich klubów szachowych: ÚNV, MÚNZ, KNV i Povereníctva zdravotníctva w Slovan ÚNV. Początkowo siedziba klubu mieściła się w starym ratuszu, a później w budynku siedziby Miejskiego Instytutu Zdrowia Narodowego przy ulicy Bezručovej. W 1956 roku do Slovana wcielono młodzieżowe drużyny DOZÁB, a w 1961 roku nastąpiło połączenie klubu z TJ Dimitrov, co zaowocowało przyjęciem nazwy Slovan Dimitrov. W tym okresie członkiem klubu był m.in. Ján Šefc. W 1965 roku zmieniono nazwę klubu na Slovan ChZJD (Chemické závody Juraja Dimitrova). W sezonie 1969/1970 zespół został mistrzem Czechosłowacji. Ponadto dwukrotnie (1977, 1984) zostawał wicemistrzem kraju, a trzykrotnie (1974, 1975, 1982) zajmował trzecie miejsce. W sezonie 1986/1987 Slovan spadł z 1. ligi, ale już rok później ponownie do niej awansował. W sezonie 1988/1989 nastąpił ponowny spadek, a rok później – ponowny awans.
Po rozpadzie Czechosłowacji Slovan był jednym z czterech klubów, uczestniczących w pierwszym sezonie Extraligi, zajmując wówczas trzecie miejsce. Czołowym graczem klubu był w tamtym okresie Ľubomír Ftáčnik. W 1993 roku klub usamodzielnił się. W sezonie 1995/1996 Slovan zdobył pierwsze mistrzostwo Słowacji. Zawodnikami klubu byli wówczas m.in. Ftáčnik, Robert Tibenský, Alois Lanč, Ladislav Salai i Ján Báňas. Slovan w latach 1999, 2001 i 2002 ponownie zakończył mistrzostwem. W sezonie 2005/2006 spadł do 1. ligi, z której awansował ponownie rok później do najwyższej klasy rozgrywkowej. W sezonach 2008/2009 i 2012/2013 klub ponownie był mistrzem Słowacji.

## Statystyki ligowe
Źródło: ŠK Slovan Bratislava
| Sezon     | Liga        | Miejsce                                        | Punkty                                         | Mecze                                          | Z-R-P                                          |
| --------- | ----------- | ---------------------------------------------- | ---------------------------------------------- | ---------------------------------------------- | ---------------------------------------------- |
| 1969/1970 | 1. Čs. liga | 1                                              | 16                                             | 11                                             | 5-6-0                                          |
| 1970/1971 | 1. Čs. liga | 4                                              | 16                                             | 11                                             | 8-0-3                                          |
| 1971/1972 | 1. Čs. liga | 5                                              | 15                                             | 11                                             | 6-3-2                                          |
| 1972/1973 | 1. Čs. liga | 4                                              | 14                                             | 11                                             | 6-2-3                                          |
| 1973/1974 | 1. Čs. liga | 3                                              | 18                                             | 13                                             | 8-2-3                                          |
| 1974/1975 | 1. Čs. liga | 3                                              | 19                                             | 13                                             | 8-3-2                                          |
| 1975/1976 | 1. Čs. liga | 5                                              | 16                                             | 13                                             | 7-2-4                                          |
| 1976/1977 | 1. Čs. liga | 2                                              | 18                                             | 13                                             | 7-4-2                                          |
| 1977/1978 | 1. Čs. liga | 9                                              | 11                                             | 13                                             | 5-1-7                                          |
| 1978/1979 | 1. Čs. liga | 7                                              | 15                                             | 13                                             | 4-6-3                                          |
| 1979/1980 | 1. Čs. liga | 8                                              | 10                                             | 11                                             | 3-4-4                                          |
| 1980/1981 | 1. Čs. liga | 7                                              | 10                                             | 11                                             | 5-0-6                                          |
| 1981/1982 | 1. Čs. liga | 3                                              | 16                                             | 11                                             | 8-0-3                                          |
| 1982/1983 | 1. Čs. liga | 5                                              | 11                                             | 11                                             | 4-3-4                                          |
| 1983/1984 | 1. Čs. liga | 5                                              | 11                                             | 11                                             | 4-3-4                                          |
| 1983/1984 | 1. Čs. liga | 2                                              | 9                                              | 7                                              | 3-3-1                                          |
| 1984/1985 | 1. Čs. liga | 5                                              | 6                                              | 7                                              | 1-4-2                                          |
| 1985/1986 | 1. Čs. liga | 4                                              | 6                                              | 7                                              | 3-0-4                                          |
| 1985/1986 | 1. Čs. liga | 8                                              | 8                                              | 14                                             | 3-2-9                                          |
| 1987/1988 | 1. SNL      | 1                                              | 25                                             | 13                                             | 12-0-1                                         |
| 1988/1989 | 1. Čs. liga | 8                                              | 8                                              | 14                                             | 3-2-9                                          |
| 1989/1990 | 1. SNL      | 2                                              | 21                                             | 13                                             | 10-1-2                                         |
| 1990/1991 | 1. Čs. liga | 8                                              | 13                                             | 13                                             | 5-3-5                                          |
| 1991/1992 | 1. Čs. liga | 6                                              | 14                                             | 13                                             | 6-2-5                                          |
| 1992/1993 | Extraliga   | 3                                              | 7                                              | 9                                              | 3-1-5                                          |
| 1993/1994 | Extraliga   | 2                                              | 24                                             | 13                                             | 12-0-1                                         |
| 1994/1995 | Extraliga   | 2                                              | 22                                             | 13                                             | 11-0-2                                         |
| 1995/1996 | Extraliga   | 1                                              | 23                                             | 13                                             | 11-1-1                                         |
| 1996/1997 | Extraliga   | 2                                              | 17                                             | 11                                             | 8-1-2                                          |
| 1997/1998 | Extraliga   | 2                                              | 18                                             | 11                                             | 8-2-1                                          |
| 1998/1999 | Extraliga   | 1                                              | 30                                             | 11                                             | 10-0-1                                         |
| 1999/2000 | Extraliga   | 3                                              | 22                                             | 11                                             | 6-4-1                                          |
| 2000/2001 | Extraliga   | 1                                              | 30                                             | 11                                             | 10-0-1                                         |
| 2001/2002 | Extraliga   | 1                                              | 31                                             | 11                                             | 10-1-0                                         |
| 2002/2003 | Extraliga   | 3                                              | 25                                             | 11                                             | 8-1-2                                          |
| 2003/2004 | Extraliga   | 3                                              | 23                                             | 11                                             | 7-2-2                                          |
| 2004/2005 | Extraliga   | 3                                              | 27                                             | 11                                             | 8-3-0                                          |
| 2005/2006 | Extraliga   | 12                                             | 9                                              | 11                                             | 2-3-6                                          |
| 2006/2007 | 1. liga     | 1                                              | 33                                             | 11                                             | 11-0-0                                         |
| 2007/2008 | Extraliga   | 2                                              | 24                                             | 11                                             | 7-3-1                                          |
| 2008/2009 | Extraliga   | 1                                              | 30                                             | 11                                             | 10-0-1                                         |
| 2009/2010 | Extraliga   | 2                                              | 25                                             | 11                                             | 8-1-2                                          |
| 2010/2011 | Extraliga   | 7                                              | 16                                             | 11                                             | 5-1-5                                          |
| 2011/2012 | Extraliga   | 2                                              | 24                                             | 11                                             | 7-3-1                                          |
| 2012/2013 | Extraliga   | 1                                              | 31                                             | 11                                             | 10-1-0                                         |
| 2013/2014 | Extraliga   | 3                                              | 23                                             | 11                                             | 7-2-2                                          |
| 2014/2015 | Extraliga   | 3                                              | 27                                             | 11                                             | 9-0-2                                          |
| 2015/2016 | Extraliga   | 3                                              | 23                                             | 11                                             | 7-2-2                                          |
| 2016/2017 | Extraliga   | 3                                              | 20                                             | 11                                             | 6-2-3                                          |
| 2017/2018 | Extraliga   | 4                                              | 24                                             | 11                                             | 8-0-3                                          |
| 2018/2019 | Extraliga   | 3                                              | 22                                             | 11                                             | 7-1-3                                          |
| 2019/2020 | Extraliga   | 2                                              | 20                                             | 11                                             | 6-2-3                                          |
| 2020/2021 | Extraliga   | sezon nie odbył się z powodu pandemii COVID-19 | sezon nie odbył się z powodu pandemii COVID-19 | sezon nie odbył się z powodu pandemii COVID-19 | sezon nie odbył się z powodu pandemii COVID-19 |
| 2021/2022 | Extraliga   | 8                                              | 12                                             | 11                                             | 3-3-5                                          |
| 2022/2023 | Extraliga   | 6                                              | 15                                             | 10                                             | 4-3-3                                          |
| 2023/2024 | Extraliga   | 10                                             | 9                                              | 11                                             | 2-3-6                                          |

## Arcymistrzowie w historii klubu
Źródło: ŠK Slovan Bratislava
- Gergely Antal
- Tamás Bánusz
- Ľubomír Ftáčnik
- Zbyněk Hráček
- Tomáš Likavský
- Mikuláš Maník
- Ján Markoš
- Eduard Meduna
- Peter Michalík
- Milan Pacher
- Gábor Papp
- Ján Plachetka
- Vojtěch Plát
- Tomáš Polák
- Igor Štohl